# Tachina viridulans
Tachina viridulans là một loài ruồi trong họ Tachinidae.